# Vagevuur

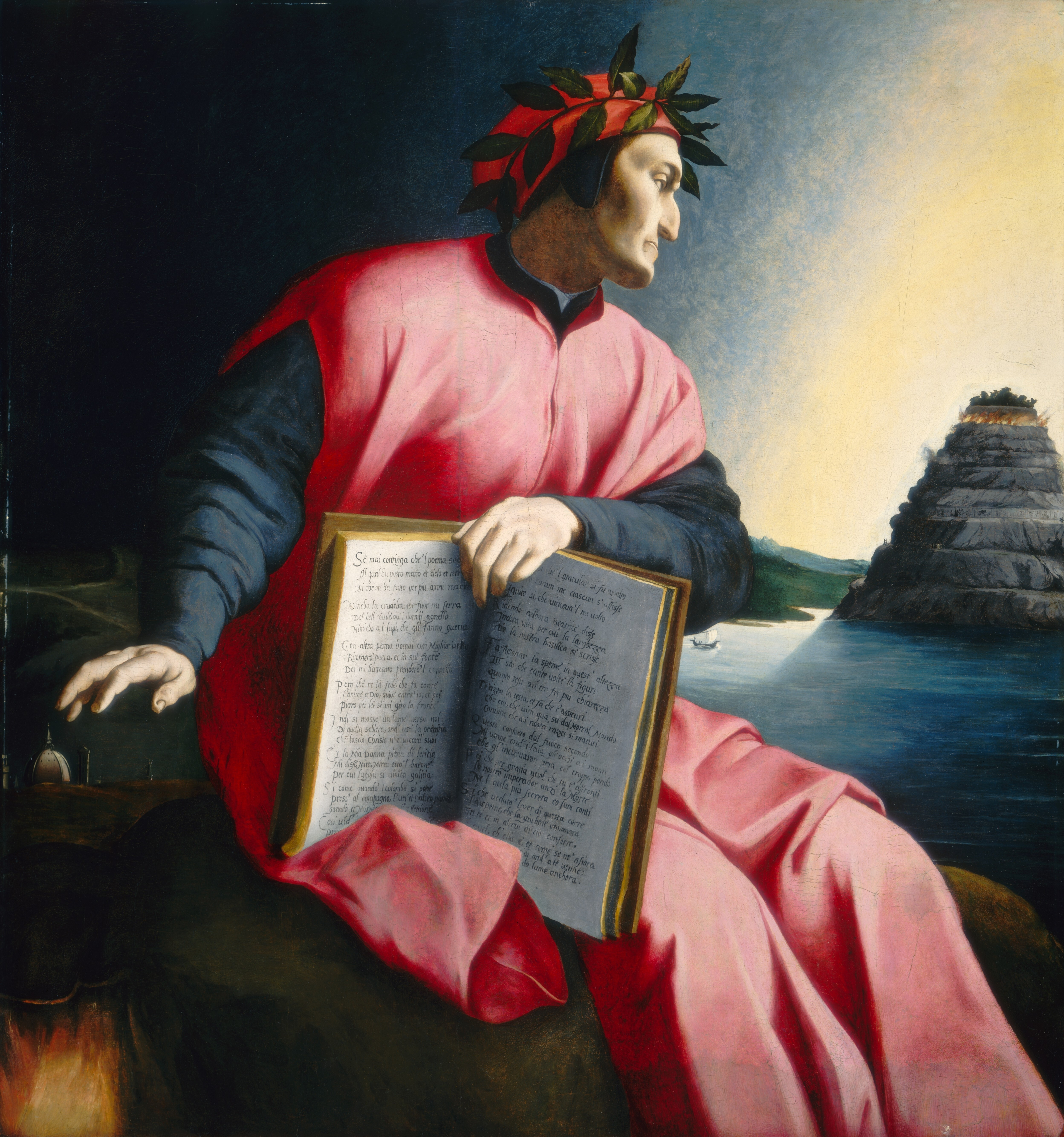
Dante kijkt naar de louteringsberg - schilderij van Agnolo Bronzino (1530)

Het vagevuur of purgatorium (Latijn: "reinigingsplaats", "louteringsplaats") is volgens de Rooms-Katholieke Kerk een toestand waarin de zielen gereinigd worden van personen die stierven in vriendschap met God, zonder dat ze volledig zuiver waren. Het is een tussentoestand waarin de zielen gereinigd worden, totdat ze de hemel kunnen binnengaan. Dante Alighieri beschreef het vagevuur in zijn Purgatorio, deel 2 van de De goddelijke komedie, als een louteringsberg.

## Etymologie
Het woord vagevuur stamt van het Middelnederlandse vâgen, "reinigen", "schoonmaken", "zuiveren". Vagevuur betekent dus zoveel als een vuur dat (de ziel van) de overledene zuivert. Het woord veghenvier komt sinds het einde van de twaalfde eeuw voor in de Nederlanden en de Duitse Rijnstreek als weergave van het Latijnse purgatorius ignis, "reinigingsvuur".

## Bijbelse basis

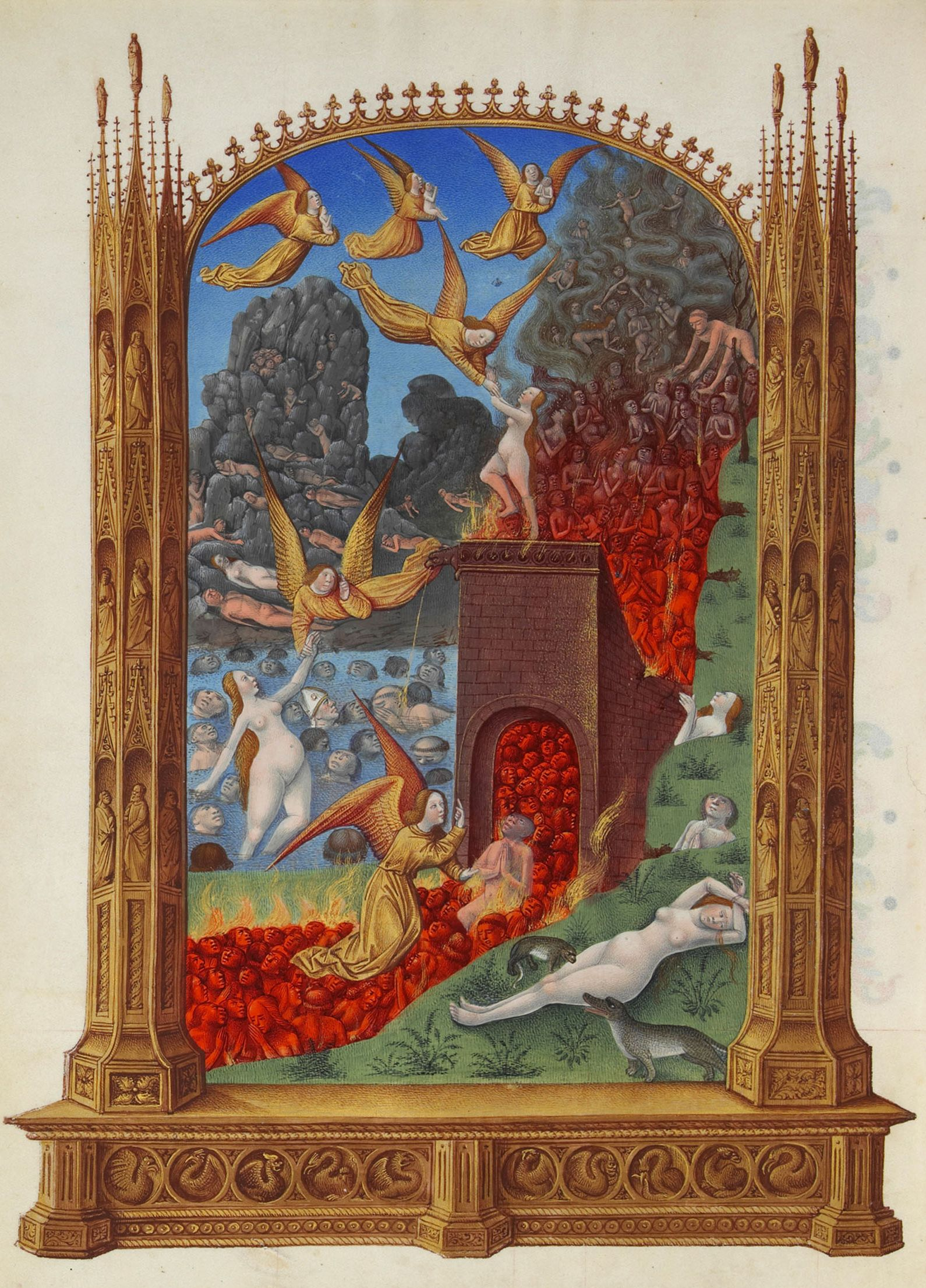
Het vagevuur in de Très Riches Heures du duc de Berry

De doctrine van het vagevuur wordt traditioneel op twee Bijbelteksten gebaseerd: 2 Makkabeeën 12:40-44 en 1 Korintiërs 3:10-15.
In 2 Makkabeeën 12:40-44 bidden gelovige Joden onder leiding van Judas Makkabeüs dat de zonden van de overleden Joodse vrijheidsstrijders worden vergeven (men had namelijk amuletten en afgodenbeeldjes bij de gesneuvelde Joodse soldaten gevonden, iets wat verboden is in het jodendom). In dit Bijbelgedeelte wordt dus gebeden voor mensen die al overleden zijn. Blijkbaar kunnen de achterblijvers nog iets betekenen voor het heil van de gestorvenen. Dat de mensen die nu leven nog iets kunnen betekenen voor de gestorvenen, is een belangrijk element binnen dit leerstuk. Door hun gebeden, aflaten en dergelijke kan de verblijftijd in het vagevuur verkort worden.
In 1 Korintiërs 3:10-15 zegt Paulus dat op de dag des oordeels door vuur zal blijken wat iemands werk als christen waard is. Als zijn werk door vuur wordt verbrand, kan de christen wel worden gered, maar "als het ware door het vuur heen". Deze tekst is voor veel Bijbelwetenschappers omstreden als theologische basis voor een vagevuur. In het protestantisme vindt men in deze tekst geen bewijsgrond voor een periode van loutering tussen het sterven en de dag des oordeels. Zo stelt de hervormer Johannes Calvijn dat Paulus met het vuur niets anders bedoelt dan het onderzoek van de Heilige Geest.
Soms worden ook passages uit parabels aangevoerd als bewijs voor het vagevuur, met name Matteüs 5:26 en 18:34 en Lucas 12:58-59. Verder wordt in Matteüs 12:32 gesproken over een vergevingsmogelijkheid in het "leven hierna", wat niet op de zonden die tot de hel leiden kan slaan, maar op dagelijkse zonden, die uitgeboet moeten worden. Een andere referentie is Openbaring 21:27, waar Johannes over de hemel schreef: “Nooit zal er ingaan, iets wat onrein is.” (Petrus Canisiusvertaling)

## Ontwikkeling van het dogma
Teksten uit de traditie vinden we o.a. bij Ambrosius, Hiëronymus, Augustinus, Gregorius van Nyssa en Origenes. Ook andere vroegchristelijke schrijvers en bisschoppen spreken over de staat van voorhemelse loutering voor de geredde zondaars. Zij noemen dit ook een louterend vuur om schuld van de begane, maar vergeven zonde uit te boeten.
Onder de invloed van paus Gregorius I (540-604) werd het concept van het vagevuur een belangrijk geloofspunt. Het echte leerstuk van het vagevuur werd voor het eerst officieel beschreven en vastgesteld tijdens het Tweede Concilie van Lyon in 1274, waarna het vervolgens werd bevestigd op de concilies van Ferrara-Florence (1439) en Trente (1547). Het Concilie van Trente zag er echter van af 1 Korintiërs 3:13-15 als Bijbels bewijs te gebruiken, hoewel velen hier om vroegen.
De Franse mediëvist Jacques Le Goff onderzocht de ontwikkeling tijdens de middeleeuwen van het vagevuur van een vaag omgeschreven begrip tot een specifieke plek tussen hel en hemel.

## Rooms-Katholieke leer

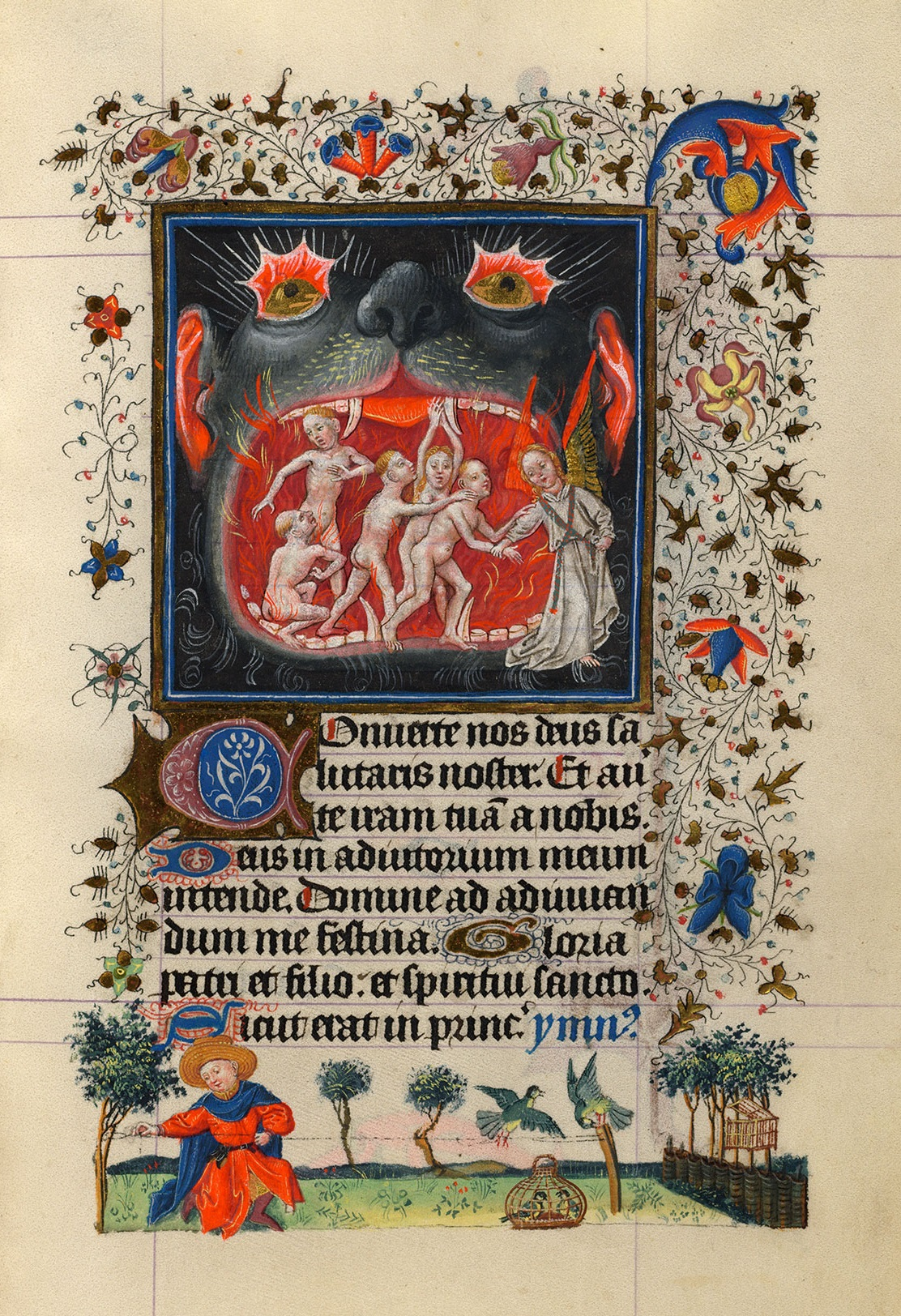
Bevrijding van zielen uit het vagevuur door een engel - Miniatuur uit het Getijdenboek van Katharina van Kleef (MS M.917, fol. 107r)

Volgens de Rooms-Katholieke leer kunnen zonden worden vergeven in de biecht of als volmaakt berouw, met liefde tot Jezus en Maria, in stervensgevaar. Zonden leiden echter tot een ongezonde gehechtheid tot de schepselen. Met de hulp van God kan men zich zuiveren van deze gehechtheid, en zich verenigen met God. Men kan dit bij zijn leven doen door goede werken als het geduldig dragen van het lijden, het doen van werken van naastenliefde, het bidden en met toewijding lezen van de Bijbel, als ook het bijwonen van de heilige Mis, en deelname aan andere sacramenten. Is men tekortgeschoten tijdens het leven, maar wel in staat van genade gestorven, dan moet de ziel in het vagevuur worden gezuiverd.
Het vagevuur is een toestand die voortvloeit uit zowel de gerechtigheid van God als zijn barmhartigheid. God, in zijn volmaakte rechtvaardigheid, verdraagt geen onzuiverheid en onrecht, maar zijn oneindige barmhartigheid wil dat niemand verloren gaat. De ziel ondergaat daarom zijn gerechte straf, maar is wel gered. Hij gaat niet verloren in de hel. De zielen in het vagevuur worden vaak arme zielen genoemd vanwege het lijden dat zij ondergaan. De ziel zelf echter weet dat hij gered is en dat hij na een periode van rechtvaardige straf die hij door zijn daden of het nalaten van goede daden zelf op zich heeft geladen, met God verenigd zal worden in de hemel. Dit is zijn grootste vreugde en troost in zijn lijden. Nadat de ziel is gelouterd krijgt hij toegang tot de hemel, alwaar hij tot de dag van de wederkomst van Christus voort mag leven voor Gods Aangezicht, hierbij God lovend, met alle engelen en heiligen. Na de wederkomst van Jezus worden allen opgewekt om het laatste oordeel te ondergaan.
Een onvergeeflijke doodzonde kan niet in het vagevuur worden vergeven. Personen die voor hun overlijden geen berouw hebben gehad, geen vergeving zochten en daardoor in deze staat van doodzonde stierven gaan voor eeuwig verloren in de hel, waaruit geen bevrijding mogelijk is.
In Frankrijk werd in de 19e eeuw een kloosterorde van religieuzen opgericht die onder de naam 'Soeurs Auxiliatrices des Âmes du Purgatoire' internationaal actief werd. Deze orde stelde zich ten doel door gebed en goede werken zielen uit het vagevuur te redden. In Nederland was van 1914 tot 1982 in Nijmegen een tak van deze orde gevestigd die naar het langjarige onderkomen van het klooster bekend stond als 'de zusters van Hallo'.

## Protestantisme
Het protestantisme rekent 2 Makkabeeën niet tot de canon van de Bijbel, dus dit boek heeft geen gezag. Er worden geen argumenten in het Nieuwe Testament gezien voor een vagevuur, maar wel tegenargumenten. Argumenten uit de traditie accepteren zij niet ("sola scriptura"). Daarnaast stellen zij dat er geen vagevuur nodig is, omdat Christus de gelovige zondaren zalig, rein en schoon maakt en christenen die vergeving hebben ontvangen niet ook nog zelf de straf hoeven te dragen of gereinigd hoeven te worden in het vagevuur.
Johannes Calvijn noemt het vagevuur in zijn Institutie een huiveringwekkende lastering van Christus. Calvijn stelt ook dat Augustinus, Hiëronymus en Cyprianus geen gezag toekenden aan het boek Makkabeeën, waardoor volgens hem ook dit argument vervalt. Daarnaast stelt Calvijn dat er in de Bijbel geen gebeden voor de doden voorkomen, terwijl je dat - volgens hem - wel zou verwachten, als het vagevuur zo'n belangrijke zaak is.

## Oosters-orthodoxe kerken
De Oosters-orthodoxe kerken verwerpen de leer van het vagevuur.

## Jodendom
Het jodendom kent het concept van hemel en hel minder uitgetekend dan het christendom en de islam. Het concept 'vagevuur' is in zekere zin bekend, daar er na de dood een spiritueel reinigingsproces plaatsvindt. De naaste familie van de overledene zegt daarom gedurende elf (bij een overledene die de sjabbat hield) of twaalf (bij een overledene die de sjabbat niet hield) maanden de kaddisj voor de doden.

## Islam
Moslims geloven vanuit sommige gezegden van Mohammed dat de hel als zodanig een plaats is waar men wordt gelouterd, om in de hemel te komen. Zo vertelde hij het volgende verhaal over Gods Oordeel:
"God neemt een handvol vuur en haalt daar mensen uit die helemaal niets goeds gedaan hadden en die al tot houtskool geworden waren. Hen gooit Hij in een rivier aan de rand van het paradijs, die de levensrivier genoemd wordt; en daar komen zij uit zoals graantjes die meegevoerd worden door een stortvloed ... Dit zijn de vrijgelatenen Gods, die God het paradijs heeft doen ingaan zonder dat zij enig werk hebben gedaan of enig goeds hebben kunnen aanvoeren. Dan zegt God: ‘Ga het paradijs binnen, en wat u daar ziet is voor u'." (het boek 'Moslim', nr. 1:302)
Dergelijke gezegden worden bevestigd door de Koran in soera 11, verzen 107-109, waar wordt gesteld: "Degenen, die ongelukkig zullen zijn, zullen in het Vuur vertoeven ... zolang de Hemelen en de Aarde bestaan, met uitzondering van hetgeen uw Heer moge behagen".

## Dante
Er wordt algemeen aangenomen dat Dante in 1287 onderwijs genoot aan de Universiteit van Bologna. Hierbij werd astronomie onderwezen aan de hand van het boek Elementa Astronomica ("Elementen van astronomie") van de 9e-eeuwse Perzische astronoom Ahmad ibn Muhammad ibn Kathīr al-Farghānī (ook wel bekend als Alfraganus). Dit werk was een compendium van materiaal uit de Almagest van Claudius Ptolemaeus (die door Dante in het vagevuur werd geplaatst). Dante citeerde dit werk in zijn Convivio, "Gastmaal" (II, xiv. 95 en II, vi. 134). Veel elementen uit Dante's Purgatorio (uit: De goddelijke komedie) zijn terug te voeren op deze werken.